# حشيشة المبارك قصيرة الكربلة
حشيشة المبارك قصيرة الكربلة (الاسم العلمي:Geum brevicarpellatum) هي نوع من النباتات تتبع جنس حشيشة المبارك من الفصيلة الوردية.